# Letzlingen

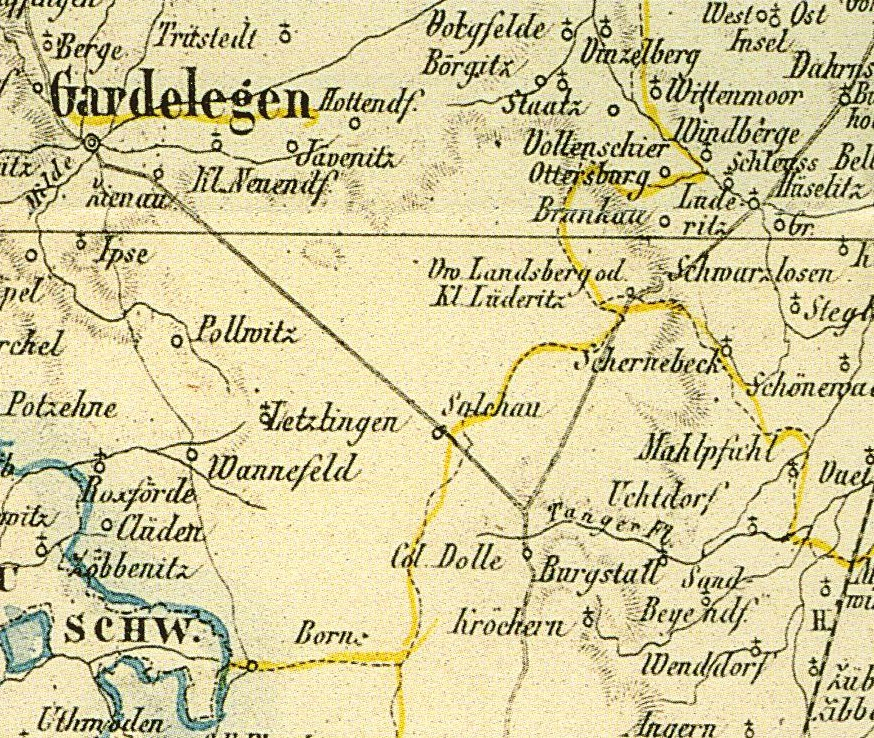
Situation de Letzlingen en 1850

Letzlingen est une ancienne commune d'Allemagne du sud de l'arrondissement d'Altmark-Salzwedel en Saxe-Anhalt.

## Géographie
Leztlingen se situe à 50km au nord de Magdebourg à l'ouest de la lande Colbitz-Letzlinger Heide. La commune comprend aussi le quartier de Teerhütte.

## Architecture
- Château de Letzlingen, château néogothique du milieu du XIXe siècle, ancien rendez-vous de chasse des Hohenzollern, aujourd'hui hôtel.

## Personnalités liées à la ville
- Gustav von Schimmelmann (1816-1873), général né à Letzlingen.